# トニー・トリンダーデ・デ・ヴィリェナ
トニー・エミリオ・トリンダーデ・デ・ヴィリェナ（Tonny Emilio Trindade de Vilhena，1995年1月3日 - ）は、オランダ・南ホラント州マーススライス出身のサッカー選手。パナシナイコスFC所属。ポジションはミッドフィールダー。
登録名はトニー・ヴィリェナ(Tonny Vilhena)。アンゴラ出身の父親とオランダ人の母親を持つ。オランダのVの発音は有声子音にも無声子音にも聞こえるため、慣用的にフィリェナ表記も多い。一部メディアが用いているビルヘナとは発音されず、実際の発音はフィレーナ/ヴィレーナに近い。

## クラブ経歴

### フェイエノールト
VDL-マースライスでサッカーを始め、8歳でフェイエノールト・ユースに。常に年長の選手たちと共にプレーし、1994年生まれのアナス・アチャバール、ジャン・パウル・ボエチウス、テレンス・コンゴロ、カリム・レキク、カイル・エベシリオと共に9歳以下のチームから17歳以下のチームまで全て共にプレーした。
レキク、エベシリオ、ナタン・アケとユースのチームメートが若くしてイングランドへの冒険を選ぶ中でフェイエノールトとの契約を選択した。2012年1月のウィンターキャンプに参加してすぐに実力を認められ、1月22日のVVVフェンローとのアウェーゲームでケルヴィン・レールダムとの交代でトップチームデビュー。3月22日のFCトゥウェンテとのアウェーゲーム(0-2)でオトマン・バッカルの出場停止を受けてスタメンデビューを果たした。
ユニフォームの名前をトリンダーデ・デ・ヴィリェナからヴィリェナへと変更した。2012年5月のUEFA U-17欧州選手権では再びチームの主力としてプレーした。再びドイツとの対戦となった決勝ではPK戦で優勝を決めるキックを決めている。
2012-13シーズンは当初出場機会に恵まれなかったが、スタメンでプレーしていたケルヴィン・レールダムが契約延長にサインしなかったことで得たチャンスを活かして中盤の左MFでスタメンに定着。11月25日のAZアルクマールとのアウェーゲーム(0-2)で初ゴールを決めた。2012年12月3日に契約を2年延長して2016年夏までの契約を結んだ。2013年2月3日のヴィレムIIとのアウェーゲームではレクス・インマルスの出場停止を受けて攻撃的MFとしてプレーし2得点を記録した。フェイエノールトの選手として1試合2得点以上を記録した最年少選手となった。
ロナルド・クーマンのもとで2シーズン主力としてプレーしていたヴィリェナだったが、2014-15シーズンはフレット・ルッテンのもとでカリム・エル・アフマディの加入によって控えに回った。10番と見なされなかったことからレックス・イメルスとの競争もできず、クラブからの契約延長オファーを拒否した。契約が残り1年となった2015年夏の移籍市場でフェイエノールトがサンプドリアと合意したが、ヴィリェナはガンに苦しむ母親のもとにいるために残留を選んだ。
2015-16シーズンも新監督のジョヴァンニ・ファン・ブロンクホルストによってベンチに置かれていたが、10月28日のカップ戦、11月8日のエールディヴィジでの2度のアヤックス戦でスタメン出場のチャンスを得ると、ウィンターストップ明けのPSV戦では出場停止のエル・アフマディに代わってスタメン出場し、試合は敗れはしたが、対戦相手のアンドレス・グアルダードもそのプレーに敬意を込めて「タイガー」と呼んだなど、ピッチ上のベストプレイヤーの一人として復活を印象付けた。
クラブはヴィリェナとの契約延長を諦めず、軋轢を生んだテクニカル・ディレクターのマルティン・ファン・ヘール抜きで2015-16シーズン終了後も交渉を行い、新たな3年契約にお互い好感触を得ていたが、2016年5月20日にクラブ側が選手側からの回答が期限までに無かったとクラブサイトで一方的に関係終了を発表した。フリーになったヴィリェナに国外の複数クラブが関心を寄せ、移籍が決まると思われたが、水面下で再交渉を行っていたフェイエノールトが6月21日に新たに2年契約での合意を発表し、残留が決まった。2016-16シーズンは背番号が21番から10番に変更。
2016-17シーズンはトップチームデビューから5シーズン目にして遂にフェイエノールトの不動のスタメンとなり、カリム・エル・アフマディと共に強力な中盤を形成、ボックス・トゥ・ボックスプレイヤーとして成長したことで高い評価を受けた。9月15日のUEFAヨーロッパリーグのマンチェスター・ユナイテッドとのホームゲームにおいて歴史的な勝利(1-0)をもたらすゴールを決めている。10月31日深夜に母親が亡くなり、リーグ戦とヨーロッパリーグをそれぞれ1試合欠場した。2017年3月5日のスパルタ・ロッテルダムとのアウェーゲームでマティアス・ポグバへの肘打ちによりアヤックスとのアウェーゲーム、ゴー・アヘッド・イーグルスとのホームホームを出場停止処分により欠場。ヴィリェナが不在の試合でチーム成績が振るわなかったことからも重要性は明らかであり、フェイエノールトはタイトル獲得が確実になった5月3日に2020年まで契約を延長した。サイン後にテクニカル・ディレクターのマルティン・ファン・ヘールと抱き合い、昨シーズンとの経緯からの雪解けを示すと共に、感情的な表情を見せた。最終節の5月14日のヘラクレスとのホームゲームでヴィリェナは累積による出場停止だったがピッチサイドでチームを見守り、3-1の勝利で「カンピューンになれ」という母親の願いを遂に果たした。

### クラスノダール
2019年6月20日、FCクラスノダールはヴィリェナと長期契約を締結したことを発表した。

### エスパニョール
2022年1月17日、RCDエスパニョールに買取オプション付きのレンタル移籍で加入することが発表された。シーズン途中の加入ながらリーグ戦17試合に出場して1得点を挙げたことで、シーズン終了後の2022年7月11日、エスパニョールが買取オプションを行使し、3年契約を結んだ。しかし、エスパニョールの監督がディエゴ・マルティネスに変わると、構想外を告げられ、新たな移籍先を模索するよう促された。
2022年8月10日、2022-23シーズンはセリエAのUSサレルニターナ1919にレンタル移籍することが決定した。

### パナシナイコス
2023年7月7日、パナシナイコスFCに4年契約で移籍した。

## 代表経歴
ヴィリェナが最初に名前を広めたのは2011年5月のUEFA U-17欧州選手権。攻撃的ミッドフィルダーとして上記フェイエノールト・ユースのチームメートたちと共にスタメンでプレーし、ドイツとの決勝(5-2)で2得点など計3得点を記録してカイル・エベシリオらと並んで得点王となった。
2013年3月のエストニア代表、ルーマニア代表とのワールドカップ予選を戦うオランダ代表にルイ・ファン・ハールから初招集を受けた。

## プレースタイルと評価
パス、シュート、運動量と高いクオリティを備えているが、デビュー直後から競り合いでフィジカル負けしない体の強さは大きな評価を受けていた。ヴィリェナは「父親に容赦無く鍛えられたんだ。嫌だって喚いたこともあったけど、感謝しているし、今もプレーしていて父親のおかげだと感じることが多い」と語っている。
ア・デモスは2013年に「1991年以降の生まれのエールディヴィジの25選手のリストを作った。クラーシもファン・ラインもボエチウスも素晴らしい選手たちだが、ヴィリェナは群を抜いている。貴重な左利きな上にエドガー・ダーヴィッツの推進力もある。しっかりした体つきで競り合いに強く、得点能力と戦術的理解力とトップ選手になるための全てを備えている。オランダ最高のタレントだ」と評した。
ユースで共に育ったボエチウスは「彼は攻守においてたくさん走ることができる。スティーヴン・ジェラードのようなボックス・トゥ・ボックスプレイヤー」と評している。
フェイエノールトのチームメイトのグラツィアーノ・ペッレは、イタリアで成功したクラレンス・セードルフと多くの共通点があると指摘し、「トニーは敏捷性、テクニック、闘争心、そして年齢以上に強いパーソナリティを備えている。完璧なミッドフィルダーであり、さらに左利きだ」と評した。

## タイトル
フェイエノールト
- KNVBカップ:2015-16, 2017-18
- エールディヴィジ:2016-17
- ヨハン・クライフ・スハール:2017, 2018

代表
- UEFA U-17欧州選手権:2011

## 参照
1. ↑  http://www.onsoranje.nl/nieuws/artikel/12190/tonny-heet-nu-tonny-vilhena
2. ↑  http://www.ad.nl/ad/nl/5619/Feyenoord/article/detail/4230132/2016/01/22/Vilhena-neemt-het-voortouw-in-de-Kuip.dhtml
3. ↑  http://www.fr-fans.nl/nieuws/22185/journalist-lyrisch-ondanks-de-hoon-is-de-hij-weer-komen-bovendrijven
4. ↑  https://www.feyenoord.nl/nieuws/nieuwsoverzicht/feyenoord-en-vilhena-definitief-uit-elkaar
5. ↑  https://www.feyenoord.nl/nieuws/nieuwsoverzicht/vilhena-alsnog-langer-bij-feyenoord
6. ↑  https://www.feyenoord.nl/nieuws/nieuwsoverzicht/moeder-van-tonny-vilhena-overleden
7. ↑  https://www.feyenoord.nl/nieuws/nieuwsoverzicht/tonny-vilhena-verlengt-contract-tot-2020
8. ↑  https://www.fr-fans.nl/nieuws/30794/vilhena-weigerde-kabouterelftal-vanaf-dat-moment-ging-het-heel-goed
9. ↑  https://fckrasnodar.ru/team/video/object/?object_id=134659
10. ↑  “L’Espanyol incorpora Tonny Vilhena”. 2022年1月19日閲覧。
11. ↑  “Vinicius de Souza assegura que està “molt motivat” i que va triar l'Espanyol “per tota la seva història”” (カタルーニャ語).   RCD Espanol (2022年7月11日). 2022年7月12日閲覧。
12. ↑  “La lista de bajas de Catoira: RdT, Wu Lei, Vargas, Dimata, Vilhena, Aleix Vidal y Embarba” (スペイン語).   Marca (2022年7月30日). 2022年8月12日閲覧。
13. ↑  “TONNY VILHENA È UN NUOVO GIOCATORE DELLA SALERNITANA”.   U.S. Salernitana 1919 (2022年8月10日). 2022年8月12日閲覧。
14. ↑  http://www.feyenoord.nl/pages/newsdetail.aspx?contentcode=20130124_vilhena_magazine
15. ↑  http://www.ad.nl/ad/nl/5610/Eredivisie/article/detail/3404866/2013/03/06/Niet-Boetius-maar-Vilhena-Nederlands-grootste-talent.dhtml
16. ↑  http://www.voetbalzone.nl/doc.asp?uid=182008
17. ↑  http://voetbalinfo.nl/nieuws/67552/pelle-vilhena-is-vergelijkbaar-met-seedorf/